# Cryptachaea diamantina
Cryptachaea diamantina là một loài nhện trong họ Theridiidae.
Loài này thuộc chi Cryptachaea. Cryptachaea diamantina được Herbert Walter Levi miêu tả năm 1963.